# 日本薯蓣
日本薯蓣（学名：Dioscorea japonica，又稱為細葉野山藥）为薯蓣科薯蓣属的植物。分布在台湾、日本、朝鲜半岛以及中国大陆的安徽、江苏、湖南、广西、四川、浙江、湖北、贵州、江西、福建、广东等地，生长于海拔300米至1,200米的地区，见于溪沟边、向阳山坡、路旁的杂木林下、山谷及草丛中，目前已有人工栽培。

## 别名
山芋、自然薯、山蝴蝶、千斤拔（浙江天目山）、野白菇（湖南南岳）、风车子（江西广昌）、土淮山（广东南崑山）、千担苕（贵州印江）

## 异名
- Dioscorea japonica Thunb. var. kelungensis (Knuth) Prain et Burk.
- 细叶日本薯蓣 Dioscorea japonica var. oldhamii Uline ex R. Knuth
- 毛藤日本薯蓣 Dioscorea japonica var. pilifera C.T.Ting & M.C.Chang
- Dioscorea japonica Thunb. var. pseudojaponica (Hayata) Yamamoto